# Новейшие приключения Буратино
«Нове́йшие приключе́ния Бурати́но» — российский музыкальный фильм с участием звёзд российского шоу-бизнеса, снятый в 1997 году режиссёром Дином Махаматдиновым по мотивам сказки А. Н. Толстого «Золотой ключик, или Приключения Буратино» (1935).

## О фильме
Фильм состоит из семи клипов, съёмки которых проходили на Канарских островах. Музыкальный фильм стал дебютным для кинокомпании Golden Key Entertainment, в дальнейшем выпустившей художественные фильмы «Сдвиг», «Антикиллер» и «Антикиллер-2».

## Сюжет
Действие фильма происходит в конце XX века в южной стране, куда на гастроли вместе с друзьями приехала певица Буратино. Главные герои охотятся за ключиком — но не золотым, а скрипичным: по фильму это престижная музыкальная премия. Дон Карабас — это мафиозо, Дуремар — хозяин ночного клуба, где выступает его группа «Пиявочки» («Кошки & Мышки»). Буратино мешают и более мелкие бандиты — Алиса и Базилио. Фильм музыкальный, актёры — в основном певцы. Папа Карло полюбил Тортилу. Буратино встречает сводного брата — Пиноккио, который является ещё и американским суперменом.

## Критика
После выхода фильма в 1998 году в издании «Журналист» раскритиковали актёрскую игру артистов: «Они даже не пытаются играть роли, как в фильме „Новейшие приключения Буратино“, показанном в январе на Российском ТВ. И снова находятся огромные деньги, и вся экспедиция отправляется на Канары. Получается всё та же тусовка. Ничего, кроме бездарной пошлой тусовки и отвратительного кривлянья, выдаваемого за актёрскую игру. И — „зелёный коридор“ на государственном Российском канале, откуда с завидным упорством вытесняется всё мало-мальски осмысленное, зато выплывает „Сиреневый туман“: всё те же лица, всё те же песни, всё та же атмосфера междусобойчика».
В книге «Популогия для всех: краткий словарь отечественного шоу-бизнеса», вышедшей в 1998 году, фильм упоминается в контексте биографии Ларисы Долиной: «… и даже согласие сыграть ради поездки на Канары черепаху Тортилу (в мюзикле „Новейшие приключения Буратино“), делает Д. честь», — пишет Влад Тарасов.

## В ролях
| Актёр                  | Роль                           |
| ---------------------- | ------------------------------ |
| Кристина Орбакайте     | певица Буратино                |
| Наташа Королёва        | певица Мальвина                |
| Александр Кальянов     | Папа Карло                     |
| Игорь Верник           | Пиноккио                       |
| Лариса Долина          | черепаха Тортила               |
| Богдан Титомир         | криминальный авторитет Карабас |
| Сергей Мазаев          | кот Базилио                    |
| Наталья Ветлицкая      | лиса Алиса                     |
| Игорь Саруханов        | Пьеро                          |
| Аркадий Укупник        | продюсер Дуремар               |
| Сосо Павлиашвили       | солдат удачи Джорджио          |
| Шандор                 | солдат удачи Джипси            |
| Владимир Пресняков-мл. | вольный байкер Кованный Микки  |
| Юрий Филоненко         | погонщик верблюдов             |
| Александр Добронравов  | хозяин отеля                   |
| Алексей Мускатин       | Сверчкович                     |
| Маурисио Федо          | грабитель                      |
| Сандра                 | грабительница                  |
| Сергей Минаев          |                                |
| Группа «Кошки-мышки»   | Пиявочки                       |

## Музыка и песни
- Шандор — «Минуя светофоры» (сл. Т. Бежанов, муз. Шандор)
- А. Укупник и гр. «Кошки-мышки» — «Хорошие девчонки» (сл. К. Крастошевский, муз. А. Добронравов, А. Укупник)
- С. Мазаев и Н. Ветлицкая — «Тадж-Махал» (сл. Б. Титомир, М. Рудберг, муз. Б. Титомир)
- Л. Долина — «Не возвращайся» (сл. О. Гегельский, муз. А. Савченко)
- Ю. Филоненко — «Не плюй в колодец» («Песня погонщика») (сл. Г. Белкин, муз. С. Трофимов)
- А. Кальянов — «Музей любви» (сл. М. Пушкина, муз. А. Барыкин)
- Н. Ветлицкая — «Спи, Карабас» (сл. Т. Бежанов, муз. Т. Бежанов)
- И. Верник — «Мы едем в гости» (сл. К. Крастошевский, муз. М. Гаффаров)
- «Кошки-мышки» — «Мама, не горюй» (сл. К. Крастошевский, муз. А. Назаров)
- В. Пресняков-мл. — «Дуська» (сл. неизвестно, муз. В. Пресняков-мл.)
- Б. Титомир — «Хиты Манхэттена» (сл. М. Рутберг, муз. Б. Титомир)
- А. Добронравов — «Воды Атлантики» (сл. В. Пеленягрэ, муз. А. Добронравов)
- Н. Королёва — «Хрустальное сердце Мальвины» (сл. И. Николаев, муз. И. Николаев)
- Л. Долина и А. Кальянов — «Снова вместе» (сл. К. Крастошевский, муз. Н. Погодаев)
- К. Орбакайте — «Счастье» («Если бы знать») (сл. В. Орлов, М. Лоховицкая, муз. В. Орлов)
- И. Саруханов — «Пьеро» (сл. А. Новиков, муз. И. Саруханов)
- С. Павлиашвили — «Верю я, что повезёт» (сл. Н. Шемятенкова, муз. С. Павлиашвили)
- Б. Титомир, Н. Ветлицкая, С. Мазаев — «В нашем шоу-бизнесе» (сл. Б. Титомир, К. Крастошевский, М. Рутберг, муз. Б. Титомир)

В 1998 г. студией «Союз» на двух CD был выпущен сборник песен «Новейшие приключения Буратино» из фильма, состоящий из 18 песен.

## Видеоиздания
- 1997 г. «Новейшие приключения Буратино». Авантюрно-приключенческая комедия. 1997 г. «Союз-видео», на двух видеокассетах[6].
- 2005 г. «Новейшие приключения Буратино, или В нашем шоу-бизнесе». Новогодняя музыкальная сказка. Фильм 1997 г. в редакции 2001 г.[7], DVD[8].